# Protonemura austriaca
Protonemura austriaca is een steenvlieg uit de familie beeksteenvliegen (Nemouridae). De wetenschappelijke naam van de soort is voor het eerst geldig gepubliceerd in 1976 door Theischinger.